# Partido Pirata (Islândia)
O Partido Pirata (em islândes, Píratar) é um partido políticos islandês, fundado a 24 de novembro de 2012 pela deputada Birgitta Jónsdóttir, anteriormente militante do Hreyfingin, e por vários ciberativista proeminentes, como Smári McCarthy.
O partido conseguiu que lhe fosse atribuída a letra "Þ" (thorn) para figurar no boletim de voto para as eleições legislativas de 2013. Trata-se, tanto da primeira participação eleitoral do partido, como da primeira vez que um partido utiliza a letra Þ.

## Ligações Externas
- Página oficial (em islandês)
- Página do Facebook (em islandês)
- The Reykjavik Grapevine Features / Píratapartýið ("The Pirate Party") Interviewed (em Inglês)